# Hans Schaller
Hans Schaller es un deportista alemán que compitió para la RFA en luge. Ganó una medalla de oro en el Campeonato Mundial de Luge de 1957, en la prueba individual.

## Palmarés internacional
| Campeonato Mundial | Campeonato Mundial | Campeonato Mundial | Campeonato Mundial |
| Año                | Lugar              | Medalla            | Prueba             |
| ------------------ | ------------------ | ------------------ | ------------------ |
| 1957               | Davos (Suiza)      | Medalla de oro     | Individual         |